# Polman Stadion
Polman Stadion je fotbalový stadion v nizozemském městě Almelo, který je domovem klubu Heracles Almelo. Je to první stadion v Nizozemsku s umělým trávníkem. Kapacita je 8 500 míst k sezení. Původně měl tento fotbalový stánek kapacitu 6 900 míst, ale po postupu klubu do nizozemské nejvyšší soutěže Eredivisie byla v roce 2005 rozšířena. Stadion byl otevřen 10. září 1999 ligovým zápasem mezi Heracles Almelo a FC Zwolle, který skončil remízou 1:1.
Klub plánuje přestěhování na větší stadion s kapacitou 15 000 míst, který by měl mít název Ten Cate Arena.

## Galerie

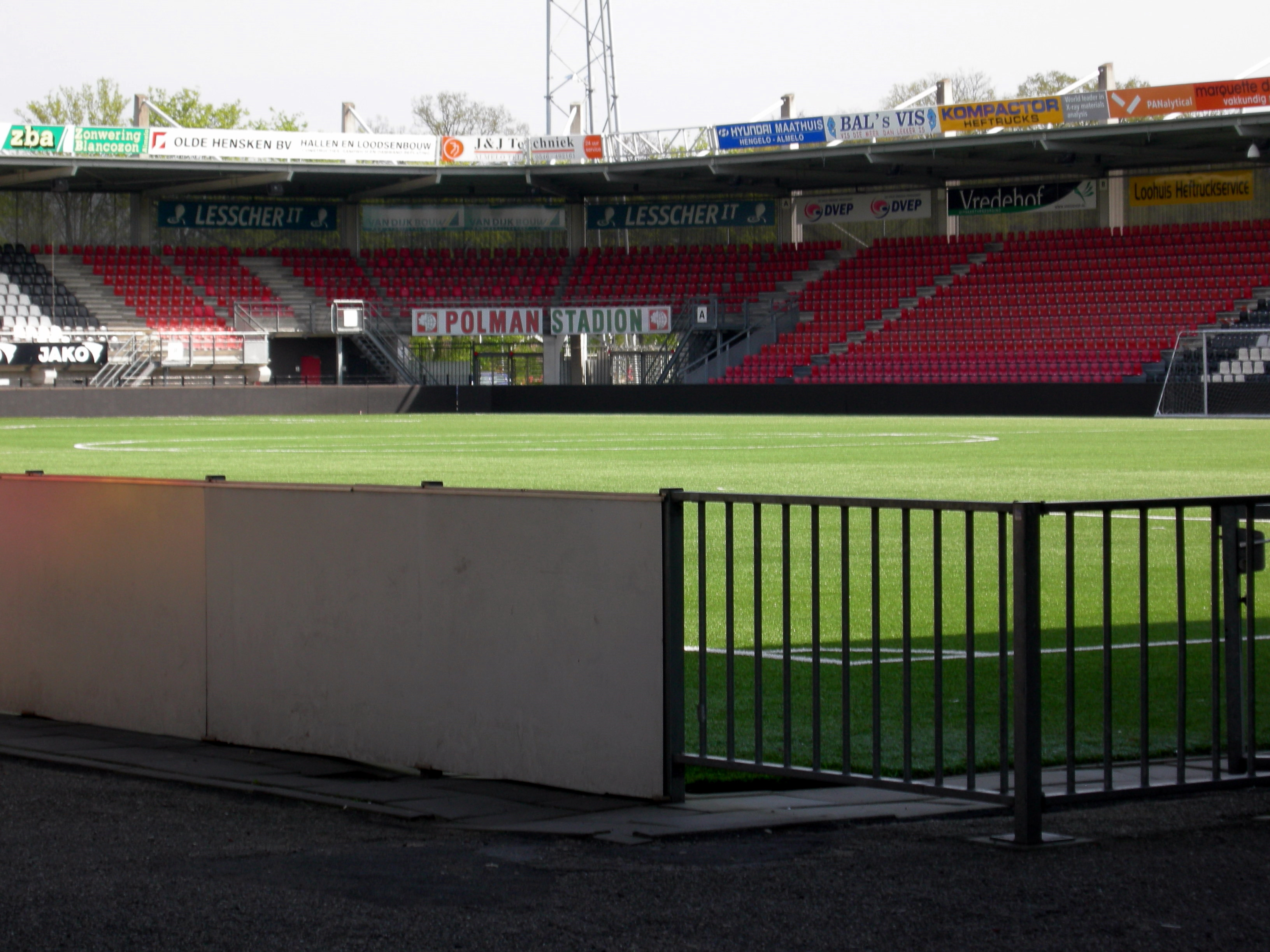
Pohled na stadion.
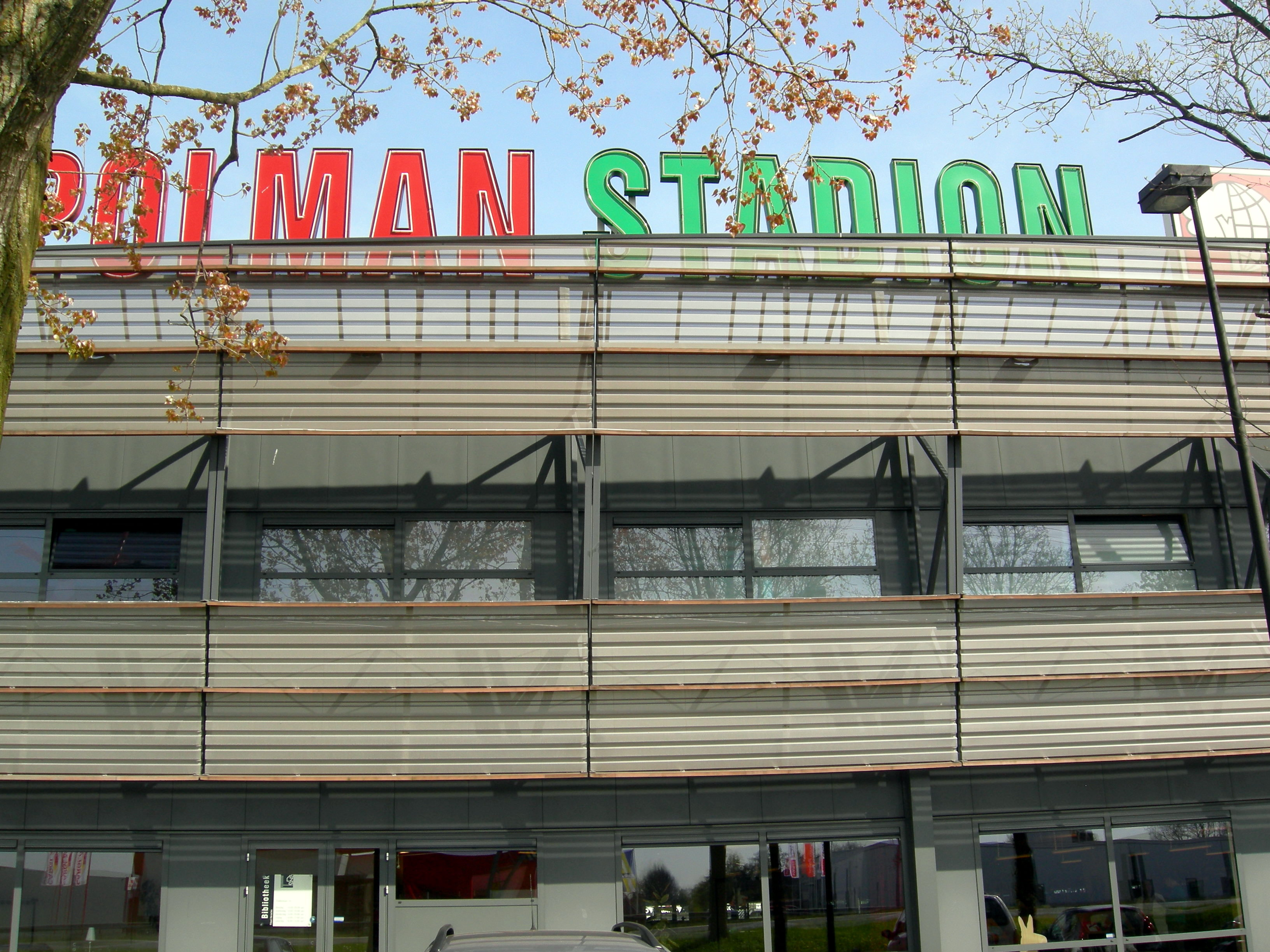